# 6Q6
6Q6 est un petit morceau de manuscrit trouvé dans la grotte 6 de Qumrân, contenant le Cantique des Cantiques 1:1-7 en hébreu. Avec trois autres manuscrits de la grotte, il forme la totalité du témoignage du Cantique des Cantiques des manuscrits de la mer Morte. Il est daté d'environ 50.